# Amalia Slomiany
Amalia Slomiany – amerykańska biochemik, profesor patologii stomatologicznej, profesor Biochemii, Molekularnej Biologii i Medycyny. 
Absolwentka New York Medical College. Napisała wiele dzieł badawczych z zakresu biochemii. Otrzymała tytuł doktora honoris causa Uniwersytetu Łódzkiego.